# Sandhammarens fyr
Sandhammarens fyr ist ein Leuchtturm an der Ostsee in Sandhammaren, dem südöstlichen Kap der schwedischen Provinz Skåne. Er gehört zur Gemeinde Ystad.
Der Turm hat eine Höhe von 29,4 Metern, die Höhe des Feuers über dem Meeresspiegel beträgt 31 Meter. Die Kennung des Feuers beträgt Fl. W 5s, die Tragweite weiß 22 Seemeilen.

## Geschichte
Durch starke Strömungen und gefährliche Sandbänke ist der Teil der Ostsee vor Sandhammaren besonders gefährlich und mit tausenden Wracks zugleich auch der größte Schiffsfriedhof des Landes.
Ein provisorisches Leuchtfeuer aus Steinkohle wurde bereits von Juli 1831 bis April 1832 betrieben. Der schwedische Reichstag bewilligte 1859 die Mittel für den Leuchtturmbau bei Sandhammaren. 1861 begann man den Bau des heutigen Leuchtturms, der am 10. Oktober 1862 eingeweiht wurde. Daneben wurde bis 1863 ein baugleicher weiterer Leuchtturm gebaut. Es entstand so ein Zwillingssignal, was Verwechslungen mit anderen Leuchttürmen des Seegebiets, denen von Bornholm und Christiansö, vorbeugen sollte.
Weil der Untergrund wegen der großen Sanddünen am Standort sehr sandig war, war der Bau von Leuchttürmen in massiver Bauweise nicht in Frage gekommen. Der Konstrukteur Nils Gustaf von Heidenstam schuf daher zwei Gittertürme aus genormten Metallstreben. In der Mitte befindet sich ein Treppenrohr mit Wendeltreppe. Türme dieses Bautyps kamen danach auch an anderen Standorten zum Einsatz. Das Leuchtturmfeuer wurde mittels Rübenöllampen betrieben. Ab 1887 kam eine Petroleumlampe zum Einsatz.
Nachdem 1891 im südlicheren Turm die Linse gegen eine rotierende 1400 mm-Gürtellinse ausgetauscht worden war, konnte man auf das Zwillingssignal verzichten, da nun jedem Turm eine eigene Kennung zugeordnet werden konnte. 1891 wurde daher der Betrieb des nördlicheren der beiden Leuchttürme eingestellt. Dieser Turm wurde 1904 abgebaut und 1905 in Pite-Rönnskär im nördlichen Schweden wieder aufgebaut.
Nachdem der Leuchtturm 1895 eine Signalkanone und ein Nebelhorn erhalten hatte, wurde 1902 die Petroleumlampe gegen eine Gaslichtlampe ausgetauscht. Seit 1942 werden Leuchtfeuer und Nebelhorn elektrisch betrieben. 1950 baute man ein Notstromaggregat ein. In mehreren Schritten wurde der Betrieb des Leuchtturms ab 1971 automatisiert. 1979 verließ der letzte Leuchtturmwärter den Turm. Heute wird der Turm, der seit 1978 als Byggnadsminne unter Denkmalschutz steht, aus Norrköping ferngesteuert. Er trägt die internationale Nummer C2460, die ARLHS-Nummer SWE-055 sowie die schwedische Nummer 654600.